# Ashokan Reservoir
Ashokan Reservoir – zbiornik retencyjny na terenie stanu Nowy Jork, w hrabstwie Ulster, będący częścią sieci wodociągowej miasta Nowy Jork. Jest położony na rzece Esopus Creek, w górach Catskill, jest częścią działu wodnego rzeki Hudson. Został oddany do użytku w 1915 r.
Zbiornik podzielony jest na dwie części: wschodnią i zachodnią. Wschodnia część jest położona na wysokości 178,9 m n.p.m.; jej powierzchnia zaś wynosi 3184 akry (12,89 km2). Zachodnia część zaś położona jest 179,8 m n.p.m.; a jej powierzchnia jest równa 5131 akrów (20,76 km2). Powierzchnia całego zbiornika jest równa 8315 akrów (33,65 km2). Średnia głębokość wynosi 14 m, a maks. głębia to 55 m. Objętość zbiornika jest równa 122 900 000 galonów amerykańskich (465 000 000 L). Od zbiornika do Kensico Reservoir poprowadzony jest Akwedukt Catskill.
Ponadto, do zbiornika uchodzą rzeki: Bush Kill oraz Butternut Creek